# プラネット・アース〜地球の神秘〜
『プラネット・アース〜地球の神秘〜』（プラネット・アース ちきゅうのしんぴ、Planet Earth）は、アメリカ合衆国のミュージシャン、プリンスの32枚目のスタジオ・アルバム。2007年7月15日にNPGレコードからリリースされ、イギリスで全国紙『ザ・メール・オン・サンデー (The Mail on Sunday)』紙の無料付録（カバーマウント）として配布された。その後、世界各国でリリースされた。このアルバムには、新たなお気に入りの女性ブリア・ヴァレンティをはじめ、ニュー・パワー・ジェネレーションの元メンバーであるマーヴァ・キング (Marva King)、ソニー・T、マイケル・ブランドや、シーラ・E、ザ・レヴォリューションの元メンバーであるウェンディ&リサが参加した。CDパッケージのライナーノーツは、アルバムのクレジットをプリンス&ザ・ニュー・パワー・ジェネレーション (Prince & The New Power Generation) としている。このアルバムは、合衆国のアルバム・チャート Billboard 200 では初登場3位となり、最初の週に 96,000 枚を売り上げた。

## リリースと宣伝
2007年6月27日、「Future Baby Mama」がアメリカ合衆国のオンライン・ラジオ局を通して、インターネット上にリークされた。最初のシングル「ギター (Guitar)」は、ベライゾン・ワイヤレスとの提携によって配信された。
当初、プリンスはコロムビア・レコードと、世界各国でのリリースに合意していた。プリンスとコロムビアは、2004年のアルバム『ミュージコロジー (Musicology)』で既に手を組んだことがあった。ところが、プリンス側のマネジメントは、『ザ・メール・オン・サンデー』紙と、『プラネット・アース』を、2007年7月15日付けの新聞の付録となる無料のカバーマウントCDとしてリリースする契約を結んだ。この動きは、イギリスのレコード店から多くの批判を受け、コロムビアがイギリスでの配給を拒む事態になったが、他の地域におけるリリースには影響は及ばなかった。
無料でアルバムを配布するという行為は、プリンスにとって初めてではなかった。2004年、彼は『ミュージコロジー』の無料盤を同名のツアー (Musicology Live 2004ever) のコンサートの聴衆全員に配布した。同様に、アルバム『プラネット・アース』も2007年にロンドンでおこなわれたアース・ツアーのコンサートでチケットとともに配布された。ソニーBMGがイギリスでのアルバムの供給をおこなわない決定を下したため、レコード・チェーンのHMVは、2007年7月15日付の『ザ・メール・オン・サンデー』紙をCDの代わりに取り扱うと発表し、「来週号のザ・メール・オン・サンデーを売ることは、最終的に我々の懸念を克服して、我々の顧客がプリンスのアルバムを入手できる唯一の方法である」と述べた。『ザ・メール・オン・サンデー』紙によるリリースに先んじた2007年7月10日、ストリーミングから録音された低音質のバージョンの『プラネット・アース』がインターネット上にリークされた。プリンスは、無料配布によって460万ドル相当の著作権関係の収入を逸したが、ロンドンのO2アリーナにおける21回の公演を売り切れとし、総売上2340万ドル、収益1880万ドルを上げて、宣伝策は成功した。

### シングル
『プラネット・アース』からの最初のシングルは、「ギター」であった。この曲は『ローリング・ストーン』誌が選んだ2007年のベスト100で、第39位となった。この曲のミュージック・ビデオは、当時プリンスのダンサーだった「ザ・ツインズ (The Twinz)」をフィーチャーしており、ベライゾンのウェブサイトで最初に公開された。ビデオの監督・脚本はミロス・トワイライトで、プロディースはプリンスとミロス・トワイライトとなっており、ウマニス・デジタル・スタジオ (Umania Digital Studios) とトワイライト・フィルム (Twilight Films) の作品とされている。
アルバムからの2枚目のシングルは「チェルシー・ロジャース」で、2007年8月6日に世界各国で発売された。B面扱いの曲として「ミスター・グッドナイト」が収められた。「チェルシー・ロジャース」は、ロンドン・ファッション・ウィークにおけるバンドのパフォーマンスの映像を使ったミュージック・ビデオが制作された。このビデオの初公開は2007年10月28日であった。
3枚目のシングルは「サムホエア・ヒア・オン・アース」であった。2007年9月3日の週に、プリンスはプラハに飛び、次いでスペインに赴いて、「サムホエア・ヒア・オン・アース」のミュージック・ビデオを撮影した。このビデオはプロデュース、脚本がミロス・トワイライトで、ウマニス・デジタル・スタジオとトワイライト・フィルムの作品とされた。このビデオの全編は、公開されたものの、ケーブルテレビ・チャンネルであるブラック・エンターテインメント・テレビジョン (BET) で2008年2月12日に初公開された。

## 評価
| 専門評論家によるレビュー | 専門評論家によるレビュー |
| 総スコア                 | 総スコア                 |
| 出典                     | 評価                     |
| ------------------------ | ------------------------ |
| Metacritic               | 65/100                   |
| レビュー・スコア         |                          |
| 出典                     | 評価                     |
| AllMusic                 | [ 13 ]                   |
| The A.V. Club            | B                        |
| Entertainment Weekly     | B+                       |
| Los Angeles Times        | [ 16 ]                   |
| NME                      | 6/10                     |
| Pitchfork                | 4.8/10                   |
| ロバート・クリストガウ   | [ 19 ]                   |
| Rolling Stone            | [ 20 ]                   |
| Slant Magazine           | [ 21 ]                   |
| Spin                     | [ 22 ]                   |

合衆国の Billboard 200 のアルバム・チャートでは、このアルバムは最初の週に 96,000 枚を売り上げて3位となったが、これは『ミュージコロジー』や『3121』の半分にも達しない数であった。2015年4月時点で、アルバムの売り上げは合衆国で 278,000 枚ほどとなっているが、これはベライゾンが「ギター」を広告に使用している他には宣伝がほとんどなされていない状態でのことである。シングル曲としてはリリースされなかった「フューチャー・ベイビー・ママ」は、アメリカ合衆国のR&B系のラジオ局で放送される機会が多く、『ビルボード』誌のHot R&B/Hip-Hop Songsのチャートでトップ40に入った。この曲でプリンスは、2008年の第50回グラミー賞において最優秀男性R&Bボーカル・パフォーマンス賞を受賞したが、これはプリンスが獲得した最後のグラミー賞となった。
『プラネット・アース』は、概ね肯定的に評価されている。職業的な批評家による評価を平均している Metacritic では、100点満点中65点となっている。ベテランの批評家ロバート・クリストガウがこのアルバムに星3つを付けて出来を褒め、「その圧倒的な美意識、個性的なビジョンに同調する楽しさは、消費者にとって十分に宝物だ (an enjoyable effort consumers attuned to its overriding aesthetic or individual vision may well treasure)」と述べている。『MSN Music』への寄稿で、彼は「ギター」と「ザ・ワン・ユー・ワナ・シー」をアルバムのハイライトだとし、「ラスベガス万歳、後でバイアグラを、なんてこともありえないわけじゃない (Viva Las Vegas and later for Viagra – but not never) と述べている。

## トラックリスト
全曲とも、作詞作曲、プロデュースはプリンス。
| #   | タイトル                                                                          | 作詞 | 作曲・編曲 | 時間 |
| --- | --------------------------------------------------------------------------------- | ---- | ---------- | ---- |
| 1.  | 「プラネット・アース / Planet Earth」                                             |      |            | 5:51 |
| 2.  | 「ギター / Guitar」                                                               |      |            | 3:45 |
| 3.  | 「サムホエア・ヒア・オン・アース / Somewhere Here on Earth」                      |      |            | 5:45 |
| 4.  | 「ザ・ワン・ユー・ワナ・シー / The One U Wanna C」                                |      |            | 4:29 |
| 5.  | 「フューチャー・ベイビー・ママ / Future Baby Mama」                               |      |            | 4:47 |
| 6.  | 「ミスター・グッドナイト / Mr. Goodnight」                                        |      |            | 4:26 |
| 7.  | 「オール・ザ・ミッドナイツ・イン・ザ・ワールド / All the Midnights in the World」 |      |            | 2:21 |
| 8.  | 「チェルシー・ロジャース / Chelsea Rodgers」                                      |      |            | 5:41 |
| 9.  | 「ライオン・オブ・ユダ / Lion of Judah」                                          |      |            | 4:10 |
| 10. | 「レゾリューション / Resolution」                                                 |      |            | 3:40 |

## チャート
| チャート（2007年）                     | 最高位 |
| -------------------------------------- | ------ |
| オーストラリア (ARIA)                  | 38     |
| オーストリア (Ö3 Austria)              | 11     |
| ベルギー (Ultratop Flanders)           | 5      |
| ベルギー (Ultratop Wallonia)           | 20     |
| デンマーク (Hitlisten)                 | 5      |
| オランダ (MegaCharts)                  | 3      |
| フィンランド (Suomen virallinen lista) | 14     |
| フランス (SNEP)                        | 16     |
| ドイツ (Offizielle Top 100)            | 7      |
| イタリア (FIMI)                        | 16     |
| ノルウェー (VG-lista)                  | 9      |
| スペイン (PROMUSICAE)                  | 15     |
| スウェーデン (Sverigetopplistan)       | 35     |
| スイス (Schweizer Hitparade)           | 1      |
| US Billboard 200                       | 3      |
| US Top R&B/Hip-Hop Albums (Billboard)  | 1      |

| チャート（2007年）                    | 順位 |
| ------------------------------------- | ---- |
| オランダ (Album Top 100)              | 87   |
| スイス (Schweizer Hitparade)          | 67   |
| US Top R&B/Hip-Hop Albums (Billboard) | 80   |

## 認証
| 国/地域                    | 認定 | 認定/売上数 |
| -------------------------- | ---- | ----------- |
| スイス (IFPI Switzerland)  | Gold | 15,000^     |
| ^ 認定のみに基づく出荷枚数 |      |             |

## リリース
| 国             | 日付          |
| -------------- | ------------- |
| イギリス       | 2007年7月15日 |
| ドイツ         | 2007年7月20日 |
| アメリカ合衆国 | 2007年7月24日 |